# Rotting in the Sun
Rotting in the Sun è un film del 2023 scritto e diretto da Sebastián Silva.

## Trama
A Città del Messico vive Sebastián Silva, un artista e regista omosessuale depresso e dipendente dalla ketamina che sta pensando al suicidio assumendo pentobarbital da comprare su internet. Il suo padrone di casa e amico, Mateo, che sta ristrutturando il condominio di Sebastián per trasformarlo in un albergo, incoraggia scherzosamente le sue idee suicide. L'introversa e paziente governante di Sebastián, Verónica "Vero", è preoccupata per lui e teme che il violento Mateo possa licenziarla, ma Sebastián la conosce a malapena.
Sebastián si reca in una spiaggia nudista gay sull'oceano, dove incontra l'ironico influencer gay di Instagram Jordan Firstman dopo essere quasi annegato. Ammiratore del lavoro di Sebastián, Jordan è convinto che il loro incontro casuale sia un segno che i due dovrebbero lavorare insieme al suo progetto artistico e invita Sebastián a una festa quella sera, dove Jordan filma Sebastián mentre sniffa ketamina e pubblica il video sui suoi social media senza il permesso di Sebastián. Quando Jordan si rifiuta di cancellare il video, Sebastián ammonisce con rabbia Jordan per la sua insulsaggine e la sua superficialità.
Al suo ritorno a casa, Sebastián ha un incontro online con i dirigenti della HBO, che respingono la sua proposta. Menziona il progetto di Jordan, che suscita l'interesse dei dirigenti. Quindi contatta Jordan e accetta di lavorare insieme; Jordan insiste per andare a vivere con lui durante la loro collaborazione.
Sebastián chiede a Vero di aiutarlo a spostare un pesante divano dal suo deposito sul tetto per Jordan. Mentre sollevano il divano, Sebastián si distrae per le incessanti videochiamate di Jordan e, leggermente spinto dalla domestica col divano, cade accidentalmente dalla terrazza, morendo sul colpo. Sconvolta, Vero copre il suo corpo e se ne va per la quinceañera della nipote sotto shock, dove confessa alla fine l'incidente a suo fratello, Lalo. Lalo insiste che la polizia non le crederà mai, così i due avvolgono il corpo in un telo e lo nascondono nel deposito e poi sul tetto del condominio, dove presto diventa cibo per i condor.
Il giorno dopo, Jordan arriva dagli Stati Uniti a casa di Sebastián, ma è confuso dall'assenza di Sebastián. Pensando che Sebastián lo abbia ignorato, Jordan afferma sui social media che lui e Sebastián si sono innamorati e che Sebastián era emozionato per il suo progetto e lo ha invitato a restare. Tuttavia, dopo aver trovato il telefono e il portafoglio di Sebastián all'interno dell'appartamento una notte, Jordan si preoccupa e chiede ai suoi follower di aiutarlo a localizzare Sebastián.
Dopo aver trovato i diari di Sebastián, che descrivono in dettaglio i suoi pensieri suicidi e il suo interesse per il pentobarbital, Mateo inizia a temere di essere parzialmente responsabile del possibile suicidio di Sebastián. Sapendo che ha lasciato diversi messaggi vocali incriminanti sul telefono di Sebastián, scherzando sul pentobarbital, Mateo esprime le sue preoccupazioni alla moglie. Dopo aver sentito la loro conversazione, Vero ottiene il pentobarbital e pianta la scatola vuota nel cestino della spazzatura di Sebastián.
Mateo si intrufola nell'appartamento e minaccia Vero per aver origliato. Ruba il telefono e i diari di Sebastián, di cui Vero è testimone. Più tardi, sopraffatta dallo stress e dal senso di colpa, Vero scoppia a piangere di fronte a Jordan, che la conforta, anche se i due non riescono a capirsi.
Il fratello di Sebastián, Juan, vede i post di Jordan e arriva in Messico per aiutare a capire cosa gli è successo. Il giorno dopo, la polizia arriva per indagare e trova la ketamina di Sebastián e la scatola di pentobarbital. Credendo che il suicidio sia confermato, la polizia interroga Mateo sulla droga, dicendo che dovranno sporgere denuncia. Mateo va nel panico e confessa di aver preso i diari e il telefono, aumentando solo i sospetti nei suoi confronti. Juan è sconvolto dalla morte apparentemente confermata del fratello e Jordan se ne va su insistenza di Mateo. Mateo licenzia Vero per aver acconsentito alla perquisizione antidroga della polizia.
Nel parco dall'altra parte della strada, usando un'app di traduzione sul suo telefono, Jordan chiede a Vero se ha visto Mateo rubare i diari e il telefono di Sebastián. Vero confessa la verità al telefono, rivelando dove si trovi il cadavere del regista, ormai in decomposizione sul tetto ed esprimendo rimorso per la sua parte nella morte accidentale di Sebastian. L'app traduce male la sua confessione, lasciando Jordan confuso mentre Vero se ne va con la bottiglia di pentobarbital in mano.

## Distribuzione
Il film è stato presentato in anteprima mondiale al Sundance Film Festival il 22 gennaio 2023 ed è stato distribuito nelle sale statunitensi dall'8 settembre dello stesso anno. Dal 15 settembre è disponibile sulla piattaforma MUBI.

## Luoghi
Il quartiere della capitale messicana dove sono ambientate le vicende del film è Colonia Roma, mentre la spiaggia nudista è a Zipolite, nello Stato di Oaxaca.

## Riconoscimenti
- 2023 - Independent Spirit Awards[2]
  - Candidatura per il Premio John Cassavetes
  - Candidatura per la miglior interpretazione non protagonista per Catalina Saavedra
  - Candidatura per il miglior montaggio per Santiago Cendejas, Gabriel Díaz, Sofía Subercaseaux